# Передмірка
Пере́дмірка — село в Україні, у Борсуківській сільській громаді Кременецького району Тернопільської області. Розташоване на річці Горинь, на півдні району. Раніше вживалась також назва Перемірка. Вище за течією на відстані 0,5 км розташоване с. Снігурівка, нижче за течією на відстані 1,5 км — с. Борщівка.
У вересні 2016 року ввійшло до складу Борсуківської сільської громади.

## Історія
Село було свідком багатьох історичних подій. Як відомо [ким?], по Кременеччині (а також по території нашого села) в 1241 році пройшов зі своєю ордою хан Батий, лишаючи після себе суцільні згарища.
Коли Данило Романович став князем Галичини і Волині, він почав боротьбу (1263–1264) з татарським воєводою Куремсою, який хотів зруйнувати Крем'янець. 1260 року воєводою став Бурундай. Прийшовши на Волинь, він звелів Данилові йти з військом на Литву й поруйнувати фортеці у Львові, Стожку, Дучську, Володимирі, а також у Кременці. Під час цих подій, татари побували й в нашому селі. Після смерті останнього галицько-волинського князя Юрія II (1316–1340), Галичина і Волинь стають тереном, на якому відбуваються криваві сутички між турками, поляками й литовцями за українські землі, які не оминули й село Передмір. Найбільшим лихом для нашого народу і населення села були напади татар і турків. Щороку ті орди трьома шляхами йшли на наші землі за ясиром (невільниками). Один з тих шляхів проходив через Збараж (Токи-Збараж-Львів), близько села Передмір. Підраховано, що з XIII до XVII ст. (1241–1649) на Поділля і Волинь було вчинено 207 нападів татар і турків.
1494 року Волинню з мечем і вогнем пройшли кримські татари. 1512 року кримський хан Менглі-Гірей грабував села нашої околиці. Поблизу с. Лопушно його 26-тисячне військо було розгромлене військом князя Костянтина Острозького.
Замок Передмірка з'явився в другій половині 1540-х років зусиллями Федора (молодшого) Михайловича Вишневецького. У листі 1544 р. дружині на третину володінь князь згадує замки й міста Дорофіївці й Вербовець та село Передмірка, а в аналогічному записі 1549 р. — замок Передмірка, тоді як під назвою Вербовець — тільки двір і місто, а про Дорофіївці взагалі мовчить.
У вересні 1549 р. під час нападу татар Федір Михайлович Вишневецький потрапив із дружиною в полон до татар і помер у неволі.
За повідомленням Станіслава Оріховського у своїх «Анналах», ординці спалили замок, наносивши під його стіни хмизу й соломи, отже, це була дерев'яно-земляна споруда. Оскільки Федір Вишневецький не залишив нащадків, володіння перейшли на брата Олександра й синів брата. Маєток Передмірка перепав Олександру Михайловичу, а далі його синові Олександру Олександровичу. За листом останнього дружині, 1565 р. йому належали кільканадцять поселень у межиріччі Горині й Жираку, одним з яких було село Передмірка. Після Олександра Олександровича (†1577) маєтки успадкував син Адам, а далі вони перейшли на внучку Кристину, яка спочатку була одружена із Миколаєм Єло-Малинським, потім — за Петром із Журова Даниловичем, а з 1645 р. сиділа на вдовиному стільці (†1654) (допис: Гаврада Т. М.).
За реєстром подимного 1629 р., Передмірка входила у Вишневецький маєток пані Кристини Малинської. Чи відбудовував хто замок, джерела мовчать (допис: Гаврада Т. М.).
1676 року турки й татари під проводом Ібрагима Шишмана руйнували наші села і захопили Збараж. Особливо численні напади були 1608, протягом 1670–1689 рр. 4 райони (Мельнице-Подільський, Чортківський, Товстенський, Бучацький) були захоплені татарами й турками разом з Кам'янцем-Подільським (1679–1689). Ці землі захопив султан Магомет із 300-тисячним військом. 18 (28) жовтня 1672 року в Бучачі був підписаний мирний договір, і турки вийшли з усієї території.
12 червня 2020 року, відповідно до розпорядження Кабінету Міністрів України № 724-р «Про визначення адміністративних центрів та затвердження територій територіальних громад Тернопільської області» увійшло до складу Лановецької міської громади.
19 липня 2020 року, в результаті адміністративно-територіальної реформи та ліквідації Лановецького району, село увійшло до складу Кременецького району.

## Населення

### Мова
Розподіл населення за рідною мовою за даними перепису 2001 року:
| Мова       | Кількість | Відсоток |
| ---------- | --------- | -------- |
| українська | 714       | 99.03%   |
| російська  | 7         | 0.97%    |
| Усього     | 721       | 100%     |

## Релігія
- церква Святої Великомучениці Параскеви П'ятниці (ПЦУ).

## Уродженці
- Комаринець Теофіль Іванович — український літературознавець, фольклорист, доктор філологічних наук, професор.
- Кутрань Анатолій Автономович — депутат Верховної Ради УРСР 8-10-го скликання.
- Гнатович Тамара Михайлівна — українська письменниця.

## Галерея

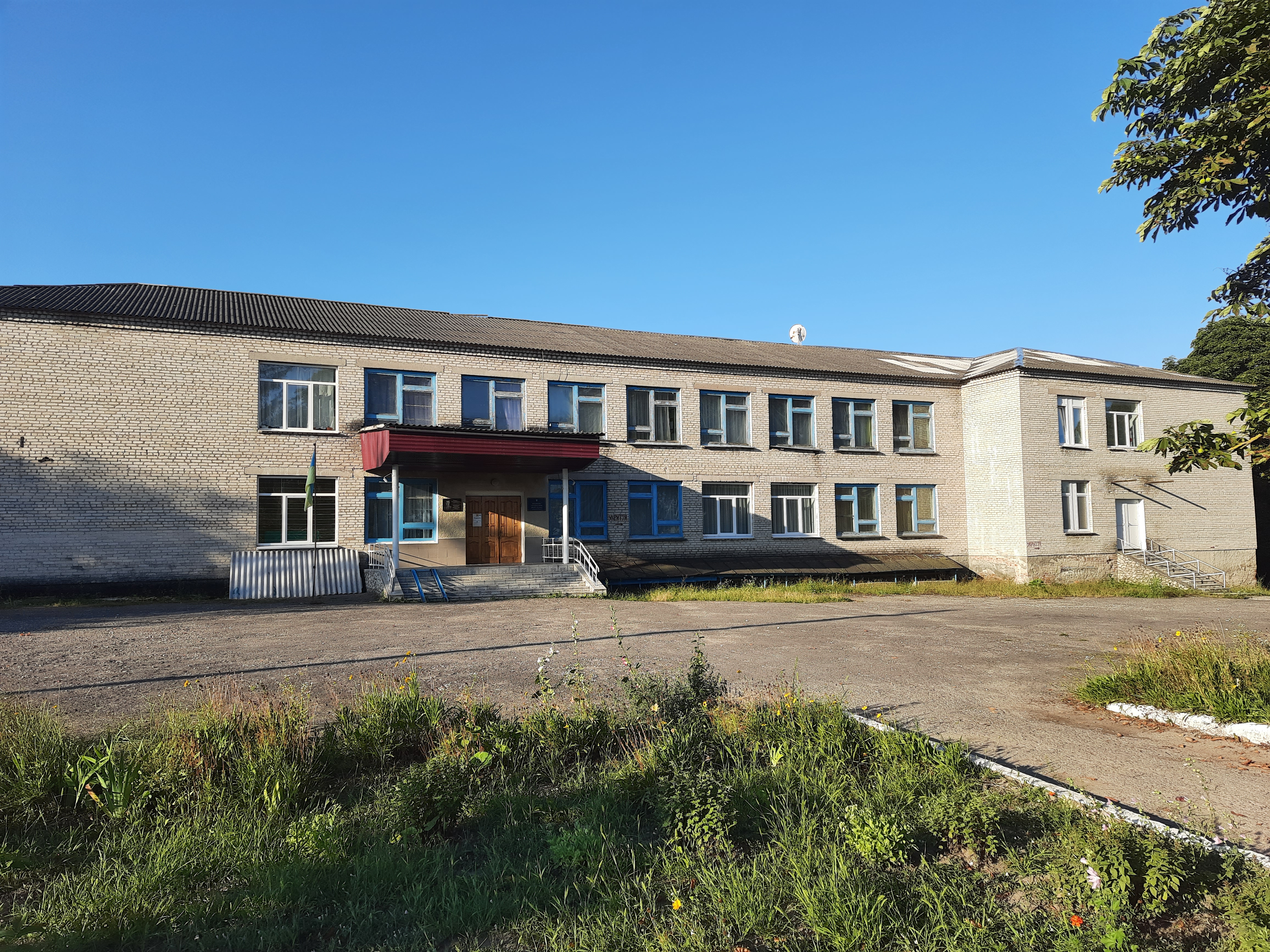
Школа
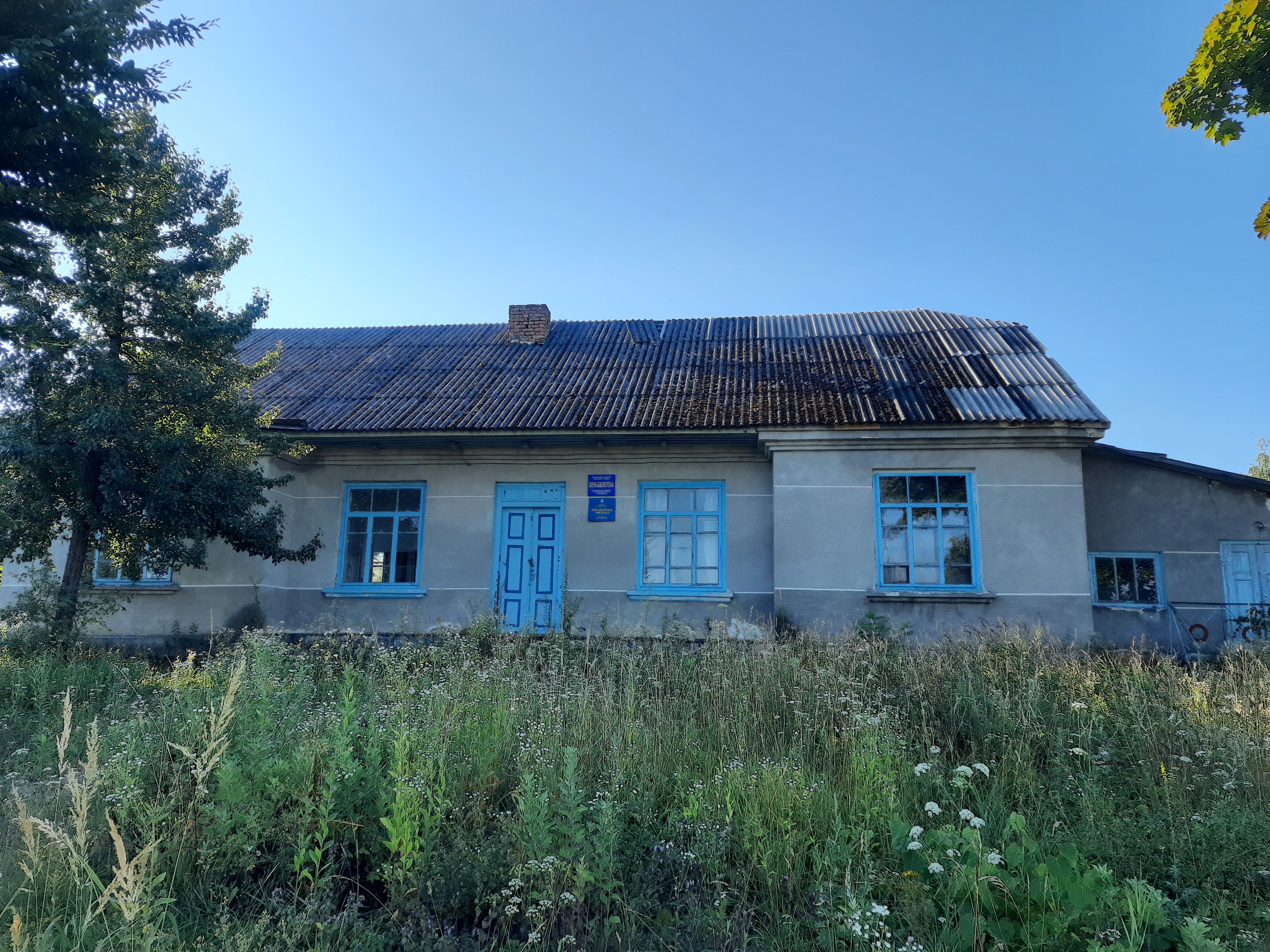
Клуб
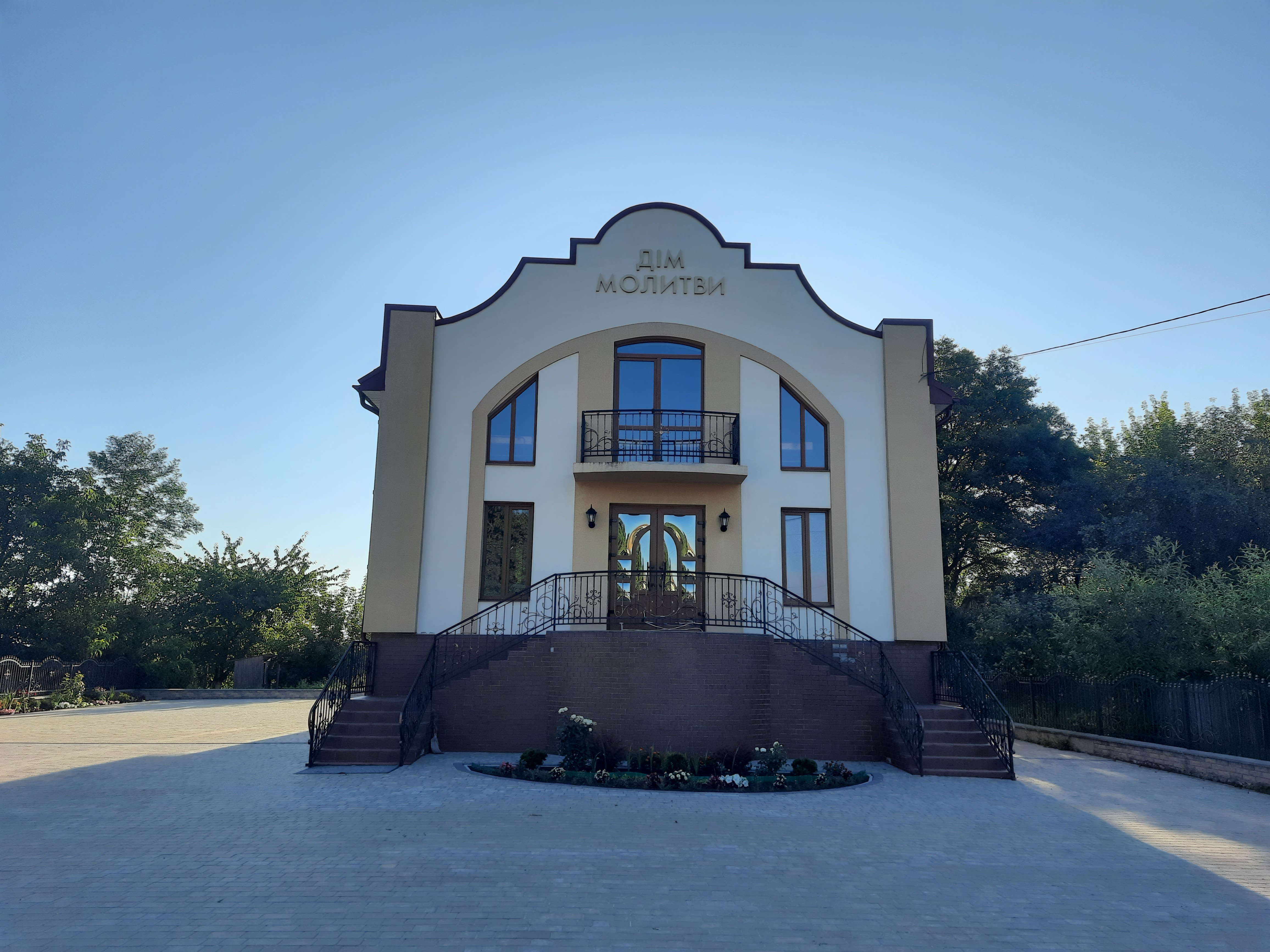
Дім молитви
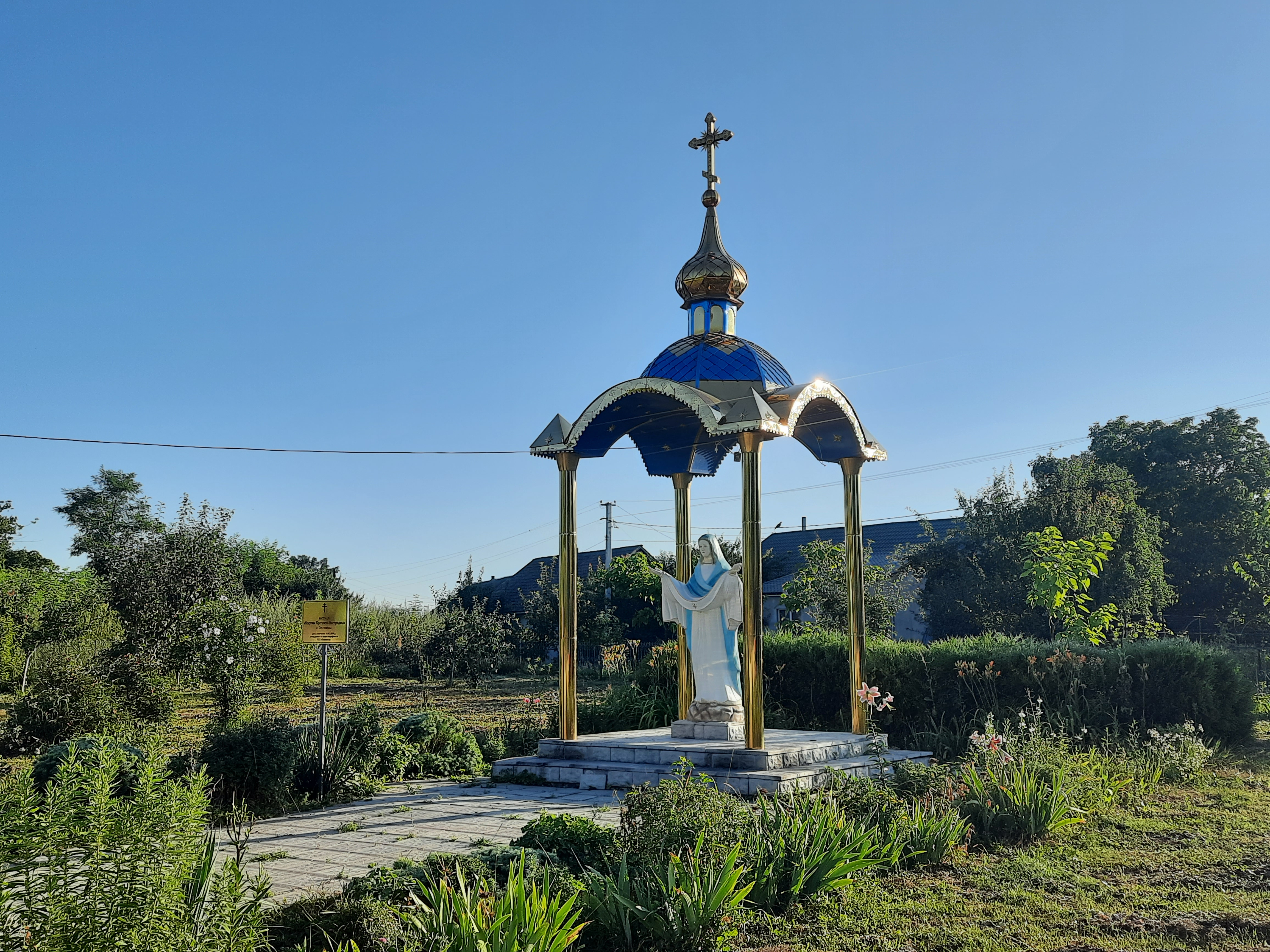
Статуя Божої Матері
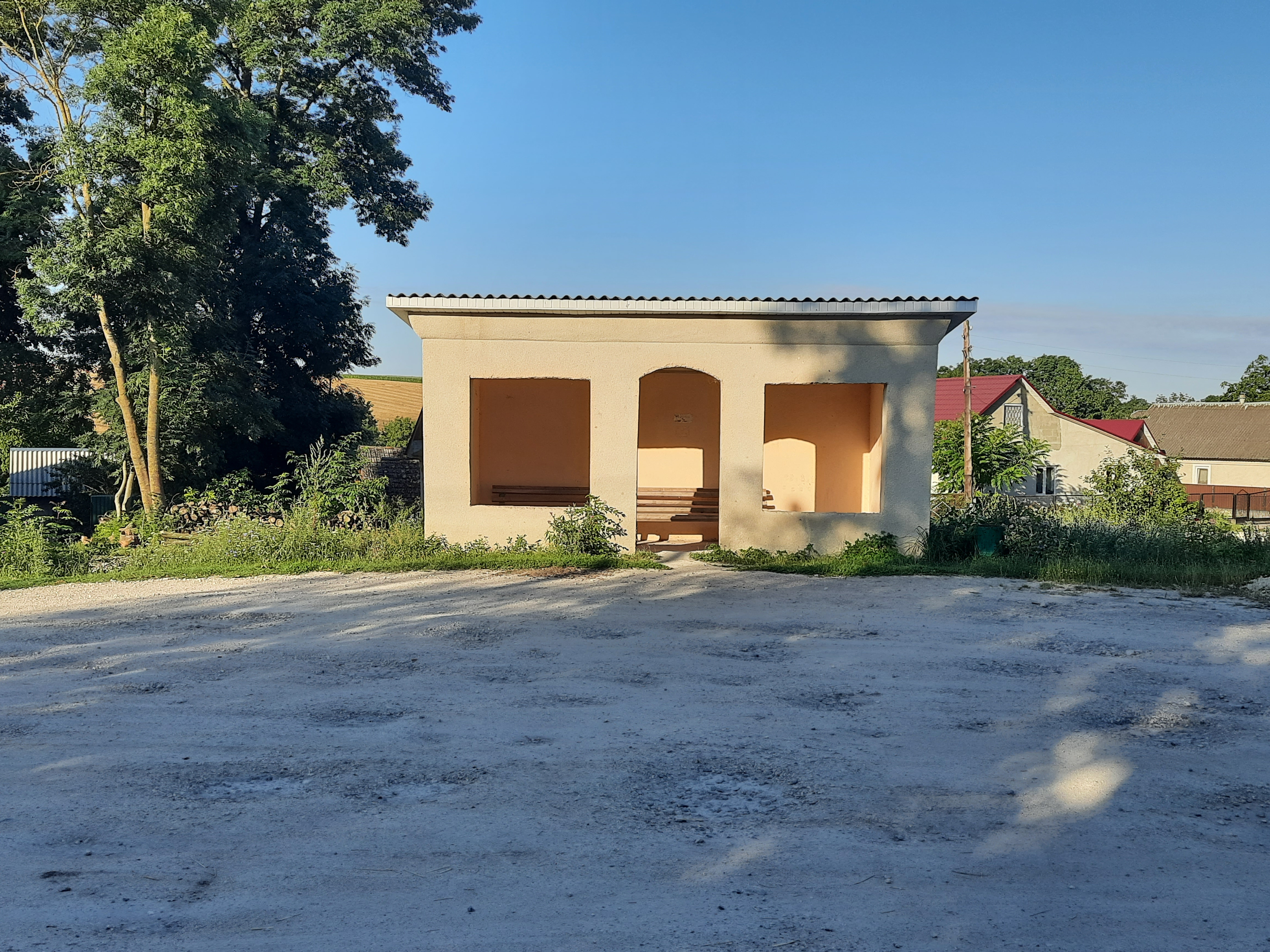
Автобусна зупинка